# 道教用語一覧
道教用語一覧（どうきょうようごいちらん）

## あ

### い
- 尹愔
- 尹派八卦掌
- 陰陽
- 陰陽五行思想

### う
- 雲笈七籤

### え
- 易
  - 易経
  - 周易
  - 周易上経三十卦の一覧
  - 周易下経三十四卦の一覧
  - 尹派八卦掌
  - 陰陽
  - 羽妙
  - 易経記号
  - 革命勘文
  - 加藤大岳
  - 河図洛書
  - 坎
  - 乾
  - 爻
  - 江夏友賢
  - 小林三剛
  - 坤
  - 艮
  - 鮫島礼子
  - 三易
  - 算置
  - 算木
  - 三才
  - 蓍亀
  - 四象 (易)
  - 十二消息卦
  - 震
  - 筮竹
  - 先天図
  - 巽
  - 兌
  - 太極
  - 太極図
  - 太玄経
  - 大将軍神社
  - 高島嘉右衛門
  - 天円地方
  - 天人相関説
  - 納甲
  - 八卦
  - 御金神社
  - 柳下尚範
  - 離
  - 龍羽
  - 両儀
  - 六十四卦
- 淮南子

### お
- 王羲之
- 王重陽
- 小柳司気太
- 陰陽道

## か
- 外丹（中国語版）
- 加島祥造
- 華山
- 華山派
- 葛洪
- 伽藍神

### き
- 気
- 魏書釈老志
- 徽宗
- 帰田賦
- 丘長春
- 禁葷食

### く
- 楠山春樹
- 窪徳忠
- 九字
- 九天玄女

### け
- 邢和璞
- 景山公園
- 鶏足山
- 玄学
- 玄宗 (唐)

### こ
- 黄巾の乱
- 寇謙之
- 恒山
- 衡山
- 庚申信仰
- 庚申塔
- 庚申堂 (奈良市)
- 庚申待
- 黄帝陰符経
- 顧歓
- 絳老
- 五岳
- 五行思想
- 五術
- 五大元素
- 胡蝶の夢
- 五斗米道
- 魂魄
- 崑崙

## さ
- 賽銭
- 三界
- 三元
- 三尸
- 三清
- 三清山
- 三洞四輔
- 三宝太監西洋記

### し
- 地獄
- 四神相応
- 七星剣
- 七福神
- 司馬承禎
- 祠・廟
- 周易参同契
- 終南山
- 縮地
- 呪禁
- 呪符
- 醮
- 正一教
- 鐘馗寺
- 城隍廟
- 招魂祭
- 精進料理
- 邵元節
- 鍾離嘉
- 徐福
- 縉雲山
- 真誥
- 真人
- 真宗 (宋)
- 神仙
- 神仙伝
- 真大道教

### す
- 嵩山

### せ
- 青城山
- 聖天宮
- 善書
- 仙学
- 全真教
- 千里眼

### そ
- 荘子
- 存思

## た
- 大将軍
- 大将軍 (方位神)
- 太一
- 太一教
- 太極
- 太極図（太極圖）
- 泰山
- 太上感応篇
- 太上老君
- 太白
- 太武帝
- 太平道
- 道 (哲学)
- 田無神社
- タンキー
- 譚峭

### ち
- 張衛
- 張果
- 張角
- 趙帰真
- 張衡 (道教)
- 張三丰
- 張伯端
- 張陵
- 張魯
- 中元
- 中国道教協会
- 陳摶
- 鎮宅霊符（鎭宅靈符）

### つ
- 土屋昌明

### て
- 鄭鑑録
- 天円地方
- 天界
- 天大将軍（英語版）
- 天皇大帝
- 天目山 (浙江省)
- 田誠陽

### と
- 杜光庭
- 陶弘景
- 鄧豊洲
- 道
- 道家

#### 道観
- タイの道観
  - 七聖媽廟
- 台湾の道観
  - 楊厝永安宮
  - 延平郡王祠
  - 旗津天后宮
  - 行天宮
  - 三鳳宮
  - 艋舺清水巌
  - 北港朝天宮
  - 南鯤鯓代天府
  - 飛虎将軍廟
  - 大龍峒保安宮
  - 鳳山紅毛港保安堂
- 中国の道観
  - 雲麓宮
  - 黄大仙祠 (広州)
  - 黄大仙祠 (香港)
  - 広仁王廟
  - 上海城隍廟
  - 真慶観
  - 成都武侯祠
  - 岱廟
  - 朝天宮
  - 陶公廟
  - 南陽武侯祠
  - 白雲観
  - 北岳廟
  - 薬王昇冲観
- 日本の道観
  - 関帝廟 (神戸市)
  - 聖天宮
  - 函館中華会館
  - 横浜媽祖廟

#### 道教の神
- 織姫
- 河伯
- 厠神（中国語版）
- 関帝
- 九天応元雷声普化天尊
- 九天玄女
- 玉皇大帝
- 元始天尊
- 顕聖二郎真君
- 玄武
- 広成子
- 黄帝
- 后土
- 五瘟使者
- 五毒将軍
- 三清
- 三聖母
- 時遷
- 四海竜王
- 四御
- 七仙女
- 七天女
- 寿老人
- 嫦娥
- 鍾馗
- 城隍神
- 青面金剛
- 鍾離嘉
- 人皇
- 神農
- 杉浦茂峰
- 西王母
- 赤精子
- 素女
- 孫悟空
- 太歳星君
- 太山府君
- 太上道君
- 太上老君
- 第三十八号哨戒艇
- 地皇 (三皇)
- 趙公明
- 天皇 (三皇)
- 天帝
- 天之四霊
- 天白神
- 電母
- 東王父
- 歳徳神
- 土地神
- 斗母元君
- 哪吒
- 南極老人
- 南斗星君
- 二十八天
- 二十四諸天
- 白龍
- 盤古
- 飛天大聖
- 百花仙子
- 福禄寿
- 碧霞元君
- 北斗星君
- 保生大帝
- 北極紫微大帝
- 麻姑
- 媽祖
- 無極五母
- 無生老母
- 森川清治郎
- 門神
- 瑤姫
- 洛嬪
- 六毒大神
- 劉猛将軍
- 竜王
- 呂尚
- 驪山老母

#### 道教を題材とした作品
- グレイトフルデッド (漫画)
- 後三国石珠演義
- 西遊記
- 蜀山奇傅 天空の剣
- 枕中記
- ネクログ
- 好好!キョンシーガール〜東京電視台戦記〜
- 一人之下
- 封仙娘娘追宝録
- 封神演義
- 幽幻道士
- 霊幻道士
- 霊幻道士2 キョンシーの息子たち!
- 霊幻道士3 キョンシーの七不思議
- 霊幻道士・キョンシーマスター
- 霊幻道士完結篇 最後の霊戦
- 道君皇帝
- 桃源郷
- 道士
- 道蔵
- 道僧格
- トゥ族
- 洞天福地

## な
- 内丹術
- 南七真

## は
- 長谷川延年
- 八卦鏡

### ふ
- 風水
- 風水羅盤
- 傅奕
- 福井康順
- 福井文雅
- 福永光司
- 伏魔殿
- 武宗 (唐)
- 武帝 (北周)
- 武当山
- 武当派
- 不老不死
- 符籙（中国語版）

### ほ
- 彭鶴林
- 方士
- 封神演義
- 方徳殿
- 抱朴子
- 法輪
- ポエ
- ポエ占い
- 北岳廟

## ま

### み
- 妙見菩薩

### む
- 無極

### め
- 冥界
- 冥福

## や
- 厄年
- 薬祖神

### よ
- 横浜媽祖廟

## ら
- 羅公遠
- 羅汝芳

### り
- 劉安
- 龍穴
- 龍虎山
- 劉珍 (隋)
- 林霊素

### れ
- 列仙伝
- 錬丹術
  - 葛洪
  - 気
  - 周易参同契
  - 小周天
  - 人体科学会
  - 仙人
  - 内経図
  - 大周天
  - 高藤聡一郎
  - 丹田
  - 内丹術
  - 房中術
  - 抱朴子

### ろ
- 老子
- 老子道徳経
- 老荘
- 魯班尺